# فریتز گروشه
فریتز گروشه (انگلیسی: Fritz Grösche; ۳ اکتبر ۱۹۴۱ – ۲۴ اکتبر ۲۰۱۰) بازیکن فوتبال اهل آلمان بود.